# Ambasciatori per l'Unione europea
Gli ambasciatori europei rappresentano l'Unione europea nelle relazioni diplomatiche negli Stati in cui sono accreditati.
Tutti i diplomatici ricevono un accreditamento presso il Capo dello Stato ospitante, e costituiscono parte integrante del Servizio europeo per l'azione esterna, creato dal Trattato di Lisbona (2009).
Fino al 2010, i capi delegazione della Commissione Europea ricevevano un accreditamento di cortesia come ambasciatore da parte del paese d'accreditamento.
Solo a partire da quell'anno, ai sensi del Trattato di Lisbona è entrata in vigore ufficialmente la terminologia Ambasciatore dell'Unione Europea, nominato dal Presidente dell'Unione Europea e dal Presidente della Commissione Europea su proposta dell'Alto Rappresentante per l'Azione Estera e la Politica di Sicurezza dell'Unione Europea.

## Stati
| Paese ospitante      | Sede della delegazione | Ambasciatore                     | Nominato | Note                                                                                        |  |
| -------------------- | ---------------------- | -------------------------------- | -------- | ------------------------------------------------------------------------------------------- |  |
| Afghanistan          | Kabul                  | Franz - Michael Skjold Mellbin   | 2013     | Vygaudas Ušackas (2010 - 13)                                                                |  |
| Albania              | Tirana                 | Romana Vlahutin                  | 2010     | Ettore Francesco Sequi (2010 - 14)                                                          |  |
| Algeria              | Algeri                 | Marek Skolil                     | 2012     |                                                                                             |  |
| Angola               | Luanda                 | Gordon Kricke                    | 2010     | Javier Puyol Pinuela (2010 - 14)                                                            |  |
| Arabia Saudita       | Riyadh                 | Vacante                          |          | Accreditamento in Bahrain, Kuwait, Oman e Qatar - Adam Kulach (2012 - 16)                   |  |
| Argentina            | Buenos Aires           | José Ignacio Salafranca          | 2014     | Alfonso Diez Torres (2010 - 14)                                                             |  |
| Armenia              | Erevan                 | Piotr Antoni Switalski           | 2015     | Traian Hristea (2011 - 15)                                                                  |  |
| Australia            | Canberra               | Sem Fabrizi                      | 2013     | David Daly (2009 - 13)                                                                      |  |
| Azerbaigian          | Baku                   | Malena Mard                      | 2013     | Roland Kobia                                                                                |  |
| Bangladesh           | Dacca                  | Pierre Mayaudon                  | 2014     | William Hanna (2010 - 14)                                                                   |  |
| Birmania             | Yangon                 | Roland Kobia                     | 2013     |                                                                                             |  |
| Barbados             | Bridgetown             | Daniela Tramacere                | 2016     | Mikael Barfod (2012 - 16)                                                                   |  |
| Bielorussia          | Minsk                  | Andrea Joana-Maria Wiktorin      | 2015     | Maira Mora, Lettonia (2011-15)                                                              |  |
| Benin                | Cotonou                | José Coll i Carbó                | 2013     | Françoise Collet (2009 - 13)                                                                |  |
| Bolivia              | La Paz                 | León de la Torre Krais           | 2016     | Timothy Torlot (2012 - 16)                                                                  |  |
| Bosnia ed Erzegovina | Sarajevo               | Johann Sattler                   | 2019     | Accreditamento anche come Rappresentante Speciale UE                                        |  |
| Botswana             | Gaborone               | Alexander Baum                   | 2014     | Gerard McGovern (2010 - 14)                                                                 |  |
| Brasile              | Brasilia               | Joao Cravinho                    | 2015     | Ana Paula Zacarias (2011 - 15)                                                              |  |
| Burkina Faso         | Ouagadougou            | Jean Lamy                        | 2015     | Alain Holleville (2011 - 15)                                                                |  |
| Burundi              | Bujumbura              | Patrick Spirlet                  | 2014     | Stephane De Loecker (2010 - 14)                                                             |  |
| Cambogia             | Phnom Penh             | George Edgar                     | 2015     | Jean François Cautain (2011 - 15)                                                           |  |
| Canada               | Ottawa                 | Marie-Anne Coninsx               | 2013     | Matthias Brinkmann (2009 - 13)                                                              |  |
| Ciad                 | N'Djamena              | Denisa - Elena Ionete            | 2014     | Helene Cave (2010 - 14)                                                                     |  |
| Cile                 | Santiago del Cile      | Stella Zervoudaki                | 2016     | Rafael Dochao Moreno                                                                        |  |
| Cina                 | Pechino                | Hans-Dietmar Schweisgut          | 2014     | Markus Ederer (2010 - 14)                                                                   |  |
| Colombia             | Bogotà                 | Ana Paula Zacarias               | 2015     | Maria van Gool (2011 - 15)                                                                  |  |
| Congo                | Brazzaville            | Saskia De Lang                   | 2014     | Marcel Van Opstal (2010 - 14)                                                               |  |
| RD del Congo         | Kinshasa               | Vacante                          |          | Jean-Michel Dumond (2012 - 16)                                                              |  |
| Corea del Sud        | Seul                   | Garhard Sabathil                 | 2015     | Tomasz Koslowski (2011 - 15)                                                                |  |
| Costa d'Avorio       | Abidjan                | Jean Francois Vallette           | 2014     | Thierry de Saint - Maurice (2010 - 14)                                                      |  |
| Costa Rica           | San José               | Pelayo Castro Zuzuárregui        | 2015     | José Luis Martínez - Prada (2011 - 15)                                                      |  |
| Cuba                 | L'Avana                | Herman Portocarrero              | 2012     |                                                                                             |  |
| Ecuador              | Quito                  | Marianne Van Steen               | 2016     | Peter Schwaiger )2012 - 16)                                                                 |  |
| Egitto               | Cairo                  | Vacante                          |          | James Moran (2012 - 16)                                                                     |  |
| El Salvador          | San Salvador           | Jaume Segura Socias              | 2013     | Stefano Gatto (2009 - 13)                                                                   |  |
| Eritrea              | Asmara                 | Christian R. Manahl              | 2014     | Marchel Germann (2010 - 14)                                                                 |  |
| Etiopia              | Addis Abeba            | Chantal Hebberecht               | 2013     | Xavier Marchal (2010 - 13)                                                                  |  |
| Figi                 | Suva                   | Andrew Jacobs                    | 2013     | Abdoul M'Bayé (2011 - 13))                                                                  |  |
| Filippine            | Manila                 | Franz Jessen                     | 2014     | Guy Ledoux (2010 - 14)                                                                      |  |
| Gabon                | Libreville             | Helmut Kulitz                    | 2015     | Cristina Martins Barreira (2010 - 15)                                                       |  |
| Georgia              | Tbilisi                | János Herman                     | 2014     | Philip Dimitrov (2010 - 14)                                                                 |  |
| Ghana                | Accra                  | William Hanna                    | 2014     | Claude Maerten (2010 - 14)                                                                  |  |
| Guatemala            | Città del Guatemala    | Stefano Gatto                    | 2016     | Stella Zervoudaki (2012 - 16)                                                               |  |
| Guinea               | Conakry                | Gerardus Gielen                  | 2013     | Philippe van Damme (2009 - 13)                                                              |  |
| Guinea-Bissau        | Bissau                 | Victor Madeira dos Santos        | 2014     | Joaquin Gonzalez-Ducay (2010 - 14)                                                          |  |
| Guyana               | Georgetown             | Jernej Videtic                   | 2015     | Accreditamento in Suriname - Robert Kopecky (2011- 15)                                      |  |
| Giappone             | Tokyo                  | Viorel Isticioaia Budura         | 2014     | Hans Dietmar Schweisgut (2010 - 14)                                                         |  |
| Giordania            | Amman                  | Andrea Matteo Fontana            | 2015     | Joanna Wronecka (2010 - 15)                                                                 |  |
| Haiti                | Porto Principe         | Vincent Degert                   | 2015     | Javier Niño (2012 - 15)                                                                     |  |
| Honduras             | Tegucigalpa            | Ketil Karlsen                    | 2013     | Peter Versteeg (2009 - 13)                                                                  |  |
| Hong Kong            | Hong Kong              | Carmen Cano                      | 2016     | Accreditamento come Capo Ufficio Vincent Piket (2010 - 16)                                  |  |
| India                | New Delhi              | Ugo Astuto                       | 2019     | Joao Cravinho (2016 - 19)                                                                   |  |
| Indonesia            | Giakarta               | Vincent Guérend                  | 2015     |                                                                                             |  |
| Iraq                 | Baghdad                | Patrick Simonnet                 | 2015     | Jana Hybášková (2011- 15)                                                                   |  |
| Islanda              | Reykjavík              | Matthias Brinkmann               | 2013     | Timo Summa (2010 - 13)                                                                      |  |
| Israele              | Tel-Aviv               | Lars Fabborg - Andersen          | 2013     | Andrew Standley (2009 - 13)                                                                 |  |
| Kazakistan           | Nur-Sultan             | Aurelia Bouchez                  | 2011     |                                                                                             |  |
| Kenya                | Nairobi                | Stefano - Antonio Dejak          | 2015     | Lodewijk Briet (2011 - 15)                                                                  |  |
| Kirghizistan         | Biškek                 | Cesare De Montis                 | 2013     | Chantal Hebberecht (2009 - 13)                                                              |  |
| Kosovo               | Priština               | Nataliya Apostolova              | 2016     | Accreditatamento come Capo Ufficio e Rappresentante Speciale UE - Samuel Žbogar (2011 - 16) |  |
| Laos                 | Vientiane              | Leo Faber                        | 2016     |                                                                                             |  |
| Liberia              | Monrovia               | Tina Intelmann                   | 2013     | Attilio Pacifici (2009 - 13)                                                                |  |
| Libano               | Beirut                 | Christina Lassen                 | 2014     | Angelina Eichhorst (2010 - 14)                                                              |  |
| Macedonia del Nord   | Skopje                 | Samuel Žbogar                    | 2016     | Aivo Orav (2012 - 16)                                                                       |  |
| Madagascar           | Tananarive             | Giovanni Di Girolamo             | 2018     |                                                                                             |  |
| Malaysia             | Kuala Lumpur           | María Castillo Fernández         | 2012     | Luc Vandebon (2012 - 16)                                                                    |  |
| Malawi               | Lilongwe               | Marchel Germann                  | 2014     | Alexander Baum (2010 - 14)                                                                  |  |
| Mali                 | Bamako                 | Alain Holleville                 | 2015     | Richard Zink (2011 - 15)                                                                    |  |
| Mauritania           | Nouakchott             | José Antonio Sabadell            | 2013     | Hans-Georg Gerstenlauer (2009 - 13)                                                         |  |
| Mauritius            | Port Louis             | Marjaana Saal                    | 2015     | Hans-Georg Gerstenlauer (2013 - 15)                                                         |  |
| Messico              | Città del Messico      | Andrew Standley                  | 2013     | Anne-Marie Coninsx (2009 - 13)                                                              |  |
| Mozambico            | Maputo                 | Sven Kühn von Burgsdoirff        | 2014     | Paul Malin (2010 - 14)                                                                      |  |
| Namibia              | Windhoek               | Jana Hybášková                   | 2014     | Raúl Fuentes Milani (2010 - 14)                                                             |  |
| Nicaragua            | Managua                | Kenneth Bell                     | 2015     | Francisco Javier Sandomingo (2011 - 15)                                                     |  |
| Nepal                | Kathmandu              | Reesje Teerink                   | 2013     | Alexander Spachis (2009 - 13)                                                               |  |
| Niger                | Niamey                 | Raul Mateus Paula                | 2013     |                                                                                             |  |
| Nigeria              | Abuja                  | Michel Arrion                    | 2013     |                                                                                             |  |
| Norvegia             | Oslo                   | Helen Campbell                   | 2013     | János Herman (2009 - 13)                                                                    |  |
| Pakistan             | Islamabad              | Jean Francois Cautain            | 2015     | Lars-Gunnar Wigemark 2011-15 - Stefano Gatto a.i. 2015                                      |  |
| Papua Nuova Guinea   | Port Moresby           | Ioannis Giogkarakis-Argyropoulos | 2015     | Martin Dihm (2011 - 15)                                                                     |  |
| Paraguay             | Asunción               | Alessandro Palmero               | 2013     |                                                                                             |  |
| Perù                 | Lima                   | Irene Horejs                     | 2013     |                                                                                             |  |
| Rep. Centrafricana   | Bangui                 | Jean-Pierre Reymondet-Commoy     | 2013     | Guy Samzun                                                                                  |  |
| Rep. Dominicana      | Santo Domingo          | Alberto Navarro                  | 2013     | Irene Horejs                                                                                |  |
| Russia               | Mosca                  | Vygaudas Ušackas                 | 2014     | Fernando M. Valenzuela (2010 - 14)                                                          |  |
| Isole Salomone       | Honiara                | Leonidas Tapazsidis              | 2014     |                                                                                             |  |
| Senegal              | Dakar                  | Joaquín González - Ducay         | 2010     | Dominique Dellicour (2010 - 2014)                                                           |  |
| Singapore            | Singapore              | Michael Pulch                    | 2014     | Marc Ungeheuer (2010 - 14)                                                                  |  |
| Sri Lanka            | Colombo                | Tung-Lai Margue                  | 2016     | David Daly (2013- 16)                                                                       |  |
| Sudafrica            | Pretoria               | Marcus Cornaro                   | 2010     | Roeland van de Geer (2010 - 14)                                                             |  |
| Sudan                | Khartum                | Jean Michel Dumond               | 2016     | Tomáš Uličný (2011 - 16)                                                                    |  |
| Sudan del Sud        | Juba                   | Stefano De Leo                   | 2014     | Sven Kühn von Burgsdorff (2010 - 14)                                                        |  |
| Svizzera             | Berna                  | Richard Jones                    | 2011     |                                                                                             |  |
| eSwatini             | Mbabane                | Nicola Bellomo                   | 2013     |                                                                                             |  |
| Taiwan               | Taipei                 | Madeleine Maiorenko              | 2015     | Accreditamento come Capo Ufficio                                                            |  |
| Timor Est            | Dili                   | Alexandre Leitao                 | 2016     |                                                                                             |  |
| Tagikistan           | Dušanbe                | Hidajet Biščević                 | 2014     | Eduard Auer (2010 - 14)                                                                     |  |
| Tanzania             | Dar es Salaam          | Roeland van der Geer             | 2015     | Filiberto Ceriani Sebregondi (2011 - 15)                                                    |  |
| Thailandia           | Bangkok                | Jesús Miguel Sanz Escoihuela     | 2013     |                                                                                             |  |
| Togo                 | Lomé                   | Nicolás Berlanga Martínez        | 2013     |                                                                                             |  |
| Trinidad e Tobago    | Port of Spain          | Arend Biesebroek                 | 2016     | Daniela Tramacere (2012 - 16)                                                               |  |
| Tunisia              | Tunisi                 | Patrice Bergamini                | 2016     | Laura Baeza (2012 - 16)                                                                     |  |
| Turchia              | Ankara                 | Vacante                          |          | Hansjörg Haber (2015 - 16)                                                                  |  |
| Emirati Arabi Uniti  | Abu Dhabi              | Patrizio Fondi                   | 2015     | Mihail Stuparu (2012 - 14)- Carlo De Filippi a.ai. 2014                                     |  |
| Uganda               | Kampala                | Kristian Schmidt                 | 2013     | Roberto Ridolfi (2010 - 13)                                                                 |  |
| Ucraina              | Kiev                   | Hugues Mingarelli                | 2016     | Jan Tombiński (2012 - 16)                                                                   |  |
| Stati Uniti          | Washington             | David O'Sullivan                 | 2014     | João Vale de Almeida (2010 - 14)                                                            |  |
| Uruguay              | Montevideo             | Juan Fernández Trigo             | 2013     | Geoffrey Barrett (2009 - 13)                                                                |  |
| Uzbekistan           | Tashkent               | Yuri Sterk                       | 2012     |                                                                                             |  |
| Venezuela            | Caracas                | Aude Maio-Coliche                | 2013     | Antonio Cardoso Mota (2009 - 13)                                                            |  |
| Vietnam              | Hanoi                  | Bruno Angelet                    | 2015     | Franz Jessen (2011 - 15)                                                                    |  |
| West Bank e Gaza     | Gerusalemme            | Ralph Tarraf                     | 2015     | Accreditamento come Rappresentante Speciale UE - John Gatt - Rutter (2011 - 15)             |  |
| Yemen                | Sana'a                 | Antonia Calvo Puerta             | 2012     | Bettina Muscheidt (2012 - 16) - Delegazione opera da Amman                                  |  |
| Zambia               | Lusaka                 | Alessandro Mariani               | 2015     | Gilles Hervio (2011 - 15)                                                                   |  |
| Zimbabwe             | Harare                 | Philippe Van Damme               | 2010     | Aldo Dell'Ariccia (2010 - 14)                                                               |  |

## Ambasciatori presso organizzazioni internazionali
| Unione africana    | Addis Abeba | Ranieri Sabatucci           | 2016 | Gary Quince (2011 - 16)                 |                                                                                      |  |
| ASEAN              | Giacarta    | Franciso Fontán Pardo       | 2015 |                                         |                                                                                      |  |
| Consiglio d'Europa | Strasburgo  | Jari Vilen                  | 2014 |                                         |                                                                                      |  |
| OMC                | Ginevra     | Mark Vanheukelen            | 2015 | Angelos Pangratis b(2011 - 15)          |                                                                                      |  |
| Nazioni Unite      | New York    | Joao Vale de Almeida        | 2015 | Thomas Mayr-Harting (2011 - 15)         |                                                                                      |  |
| Nazioni Unite      | Ginevra     | Peter Sorensen              | 2014 | Mariangela Zappia (2010 - 14)           |                                                                                      |  |
| Nazioni Unite      | Vienna      | Didier Lenoir               | 2014 | Gyögi Margit Martin Zanathy (2011 - 15) | Accreditamento anche presso OCSE                                                     |  |
| UNESCO             | Parigi      | Maria Francesca Spatolisano | 2012 |                                         | Accreditamento anche presso OCDE                                                     |  |
| FAO                | Roma        | Jan Tombinski               | 2016 | Laurence Argimon - Pistre (2012 - 16)   | Accreditamento presso Santa Sede, Repubblica di San Marino e Sovrano Ordine di Malta |  |